# Kopalnie węgla kamiennego w Polsce

Złoża węgla kamiennego w Polsce

Kopalnie węgla kamiennego w Polsce – występują na Górnym Śląsku i Zagłębiu Dąbrowskim w Górnośląskim Zagłębiu Węglowym obejmującym Górnośląski Okręg Przemysłowy oraz Rybnicki Okręg Węglowy, a także na Dolnym Śląsku i na Lubelszczyźnie – Lubelskie Zagłębie Węglowe.

## Struktura
Kopalnie Węgla Kamiennego działające w Polsce:
- Jastrzębska Spółka Węglowa
  - KWK Borynia-Zofiówka-Bzie z połączonych KWK Borynia, KWK Zofiówka i Ruchu Bzie
  - KWK Budryk
  - KWK Knurów-Szczygłowice z połączonych KWK Knurów, KWK Szczygłowice
  - KWK Pniówek
- Polska Grupa Górnicza
  - Zespolona KWK ROW z połączonych KWK Marcel, KWK Rydułtowy, KWK Jankowice, KWK Chwałowice (największa kopalnia w Polsce)
  - Zespolona KWK Ruda z połączonych KWK Halemba-Wirek, KWK Pokój, KWK Bielszowice
  - Kopalnia Węgla Kamiennego Piast-Ziemowit z połączonych KWK Piast i KWK Ziemowit
  - KWK Sośnica
  - KWK Bolesław Śmiały
  - KWK Mysłowice-Wesoła z połączonych KWK Mysłowice, KWK Wesoła
  - KWK Staszic-Wujek z połączonych KWK Murcki, KWK Staszic, KWK Wujek
- Południowy Koncern Węglowy
  - ZG Brzeszcze
  - ZG Janina
  - ZG Sobieski
- Przedsiębiorstwo Górnicze Silesia
  - KWK Silesia
- Lubelski Węgiel Bogdanka S.A.
  - KWK Bogdanka
- Węglokoks
  - Kopalnia Węgla Kamiennego Bobrek-Piekary
- Zakład Górniczy Siltech Sp. z o.o.
- Zakład Górniczy Eko- Plus Sp. z o.o.

## Historia

### Kopalnie na Górnym Śląsku w roku 1928
"Fulmen" Górnośląski Handel Węgla (Katowice)
1. Zakłady Hohenlohego - Hohenlohewerke, Sp. Akc. - istniały od kwietnia 1905 r. obejmowały większą część dawniejszych posiadłości Księcia Hohenlohe - Oehringen w powiatach Katowickim i Swiętochłowickim.
- Wujek
- Kramsta
- Max
- Karolina

2. Czernickie Towarzystwo Węglowe, Sp. Akc., Niewiadom
- Hoym - Laura (kopalnia Ignacy)[2]

### Kopalnie na Górnym Śląsku w roku 1930
I. "Robur", Związek Kopalń Górnośląskich, Spółka Komandytowa, Katowice I, ul. Powstańców 49 w swoich strukturach miała przedsiębiorstwa:
1. Rybnickie Gwarectwo Węglowe, Katowice I
- "Anna"
- "Emma" (Kopalnia Marcel)
- "Römer" (Kopalnia Rymer)
- "Charlotte" (Kopalnia Rydułtowy)

2. Dyrekcja Kopalń i Hut Księcia Donnersmarcka, Świętochłowice
- Blücherschächte (kopalnia Jankowice)
- Deutschland (kopalnia Polska)
- Donnersmarck (kopalnia Chwałowice)
- Schlesien (kopalnia Śląsk)

3. Godulla Sp. Akc., Chebzie
- Godullaschacht (kopalnia Paweł)
- Gotthardschacht (kopalnia Karol)
- Lithandra (kopalnia Wanda)

4. Wirek Kopalnie Sp. Akc., Chebzie
- Gottessegen (kopalnia Błogosławieństwo Boże)
- Hillebrandschacht (kopalnia Lech)
- Wirek (Hugo und Zwang)

5. Zarząd Zakładów Przemysłowych Mikołaja hr. Ballestrema, Ruda
- "Wawel" (kopalnia "Walenty-Wawel")
- "Pokój" (niem. "Friedensgrube"; kopalnia "Pokój")
- "Hrabia Franciszek" (kopalnia "Walenty-Wawel")
- "Wolfgang" (kopalnia "Walenty-Wawel")
- "Eminenz" (kopalnia "Gottwald")

II. "Progress" Zjednoczone Kopalnie Górnośląskie, Sp. z o.p., Katowice I, ul. Stawowa 13 w swoich strukturach miała przedsiębiorstwa:
1. Górnośląskie Zjednoczone Huty Królewska i Laura Spółka Akcyjna Górniczo-Hutnicza, Katowice I
- "Dębieńsko" (niem. "Dubensko", kopalnia "Dębieńsko")
- "Hrabina Laura" (niem. "Gräfin Laura", kopalnia "Chorzów")
- "Huta Laura" (niem. "Laurahütte", kopalnia "Siemianowice")
- "Szyb Richtera" (niem. "Richterschächte", patrz kopalnia "Siemianowice")

2. Katowicka Spółka Akcyjna dla Górnictwa i Hutnictwa, Katowice I
- "Ferdynand" (właśc. "Kopalnia Ferdynanda", niem. "Ferdinandgrube", kopalnia "Katowice")
- "Florentyna" (niem. "Florentine", (kopalnia "Łagiewniki")
- "Mysłowice" (niem. "Myslowitz", (kopalnia "Mysłowice")

3. Śląskie Kopalnie i Cynkownie, Sp. Akc. Katowice I
- Andalusien (kopalnia Andaluzja)
- Mathilde (kopalnia Matylda)

4. The Heckel von Donnersmarck- Beuthen Estates, Ltd. Tarnowskie Góry(Karłuszowiec)
- Radzionkau (kopalnia Radzionków)

III. "Fulmen", Górnośląski Handel Węgla Sp. z o.p, Katowice I, ul. Juliusza Ligonia 3/7
1. Zakłady Hohenlohego - Hohenlohewerke, Sp. Akc., Wełnowiec
- Hohenlohe-Fanny
- Max (kopalnia Michał)
- Oheim (kopalnia Wujek)

2. Czernickie Towarzystwo Węglowe, Sp. Akc., Niewiadom
- Hoym - Laura (kopalnia Ignacy)

IV. "Skarboferm" - Polskie Kopalnie Skarbowe na Górnym Śląsku, Sp. Dz. - Sp. Akc., Królewska Huta, Rynek 9-15
1. Polskie Kopalnie Skarbowe na Górnym Śląsku, Sp. Dz. - Sp. Akc., Królewska Huta
- "Bielszowice" (kopalnia "Bielszowice")
- "Knurów" (kopalnia "Knurów")
- "Król" (kopalnia "Król")

V. Giesche Sp. Akc., Katowice I, ul. Podgórna 4
1. Giesche Sp. Akc., Katowice I
- Cleophas (kopalnia Kleofas)
- Giesche und Reserve (kopalnia Staszic)

VI. Dyrekcja Kopalń Księcia Pszczyńskiego, Katowice I, ul. Powstańców 46
1. Dyrekcja Kopalń Księcia Pszczyńskiego, Katowice I
- Verein. Alexander (kopalnia Bolesław Śmiały)
- Böerschächte (kopalnia Boże Dary)
- Verein. Brade (kopalnia Brada)
- Emanuelssegen (kopalnia Murcki)
- Fürsten (kopalnia Lenin, później Wesoła)
- Piastschächte (kopalnia Piast Lędziny) Kopalnia Węgla Kamiennego "Piast"

Źródło: Powyższy materiał z oryginalną pisownią pochodzi z opracowania " Statistik Der Berg- und Hüttenwerke in Polnisch - Oberschlesien für Das Jahr 1930" - bearbeit Direktor Prof. Dr. Fukner und inspektor Danielski, Katowice 1931 r. strony 24-25

### Kopalnie zlikwidowane przed 1945 rokiem
- KWK „Fryderyk” w Gorzycach
- KWK „Reden” w Radlinie
- KWK „Mariahilf” w Radlinie
- KWK „Szczęście Beaty” w Niewiadomiu

### Kopalnie zlikwidowane po 1945 roku
- KWK „1 Maja” w Wodzisławiu Śląskim
- KWK „Anna” w Pszowie
- KWK „Dębieńsko” w Czerwionce-Leszczynach
- KWK „Ignacy” w Niewiadomiu
- KWK „Morcinek” w Kaczycach
- KWK „Moszczenica” w Jastrzębiu-Zdroju
- KWK „Rymer” w Rybniku
- KWK „Żory” w Żorach

Źródło: http://fkzrow.pl/

### Górnośląskie zagłębie węglowe
Bytomskie ZPW  w Bytomiu utworzono 20 III 1945 r. objęło kopalnie:
- Radzionków
- Andaluzja
- Chorzów (Hrabina Laura)
- Łagiewniki
- Rozbark (Heinitz)
- Centrum (późniejsza Dymitrow)
- Bytom

Od 1 IV 1957 przyłączono do niego kopalnie i inne przedsiębiorstwa należące do Rudzkiego ZPW.
Bytomskie Zjednoczenie Przemysłu Węglowego w 1958 r. obejmowało zakłady:
- Kopalnia Andaluzja
- Kopalnia Bobrek
- Kopalnia Bytom
- Kopalnia Chorzów
- Kopalnia Dymitrow
- Kopalnia Halemba
- Kopalnia Julian
- Kopalnia Karol
- Kopalnia Łagiewniki
- Kopalnia Nowy Wirek
- Kopalnia Paweł
- Kopalnia Pokój
- Kopalnia Radzionków
- Kopalnia Rozbark
- (Kopalnia Walenty-Wawel)
- Kopalnia Wanda-Lech

1 I 1968r. kopalnię Chorzów przejęło Katowickie ZPW.
1 I 1976r. Bytomskie ZPW przejęło kopalnie Śląsk i Miechowice, a kopalnię Julian i Andaluzja włączono do Dąbrowskiego ZPW.
W 1981 r. do Bytomskiego ZPW należały kopalnie
- Wawel
- Pokój
- Nowy Wirek
- Halemba
- Bobrek
- Dymitrow
- Rozbark
- Szombierki
- Powstańców Śląskich
- Śląsk
- Miechowice

Od X 1982 r. kopalnie weszły w skład Zrzeszenia Kopalń Węgla Kamiennego w Bytomiu
Chorzowskie ZPW  w Chorzowie utworzono 3 III 1945 r. objęło kopalnie:
- Prezydent
- Barbara-Wyzwolenie
- Michał
- Siemianowice

20 III 1945 r. dołączyły kopalnie
- Polska
- Śląsk
- Matylda

Chorzowskie ZPW zostało zlikwidowane 1 IV 1957 roku, a kopalnie weszły w skład Katowickiego ZPW
 Dąbrowskie ZPW  w Sosnowcu utworzono 3 III 1945 r. objęło kopalnie:
- Jowisz
- Grodziec
- Paryż
- Saturn
- Czeladź
- Milowice
- Renard
- Kazimierz-Juliusz
- Klimontów-Mortimer
- Niwka-Modrzejów
- Flora

Dąbrowskie Zjednoczenie Przemysłu Węglowego w 1958 r. obejmowało kopalnie
- Kopalnia Brzozowice
- Kopalnia Czeladź
- Kopalnia Czerwona Gwardia
- Kopalnia Gen. Zawadzki
- Kopalnia Grodziec
- Kopalnia Jowisz
- Kopalnia Kazimierz Juliusz
- Kopalnia Klimontów
- Kopalnia Milowice
- Kopalnia Mortimer
- Kopalnia Niwka-Modrzejów
- Kopalnia Sosnowiec

1 I 1976 przejęło też kopalnie :
- Siemianowice
- Andaluzja
- Julian

W 1981 należały do Dąbrowskiego ZPW kopalnie:
- Julian
- Andaluzja
- Jowisz
- Grodziec
- Generał Zawadzki
- Siemianowice
- Czerwona Gwardia
- Sosnowiec
- Czerwone Zagłębie
- Kazimierz-Juliusz
- Niwka-Modrzejów

1 X 1982 – kopalnie Dąbrowskiego ZPW weszły w skład Zrzeszenia Kopalń Węgla Kamiennego w Sosnowcu.
Gliwickie ZPW w Gliwicach utworzono 20 III 1945 r. objęło kopalnie:
- Zabrze-Wschód
- Zabrze-Zachód
- Sośnica
- Makoszowy
- Gliwice
- Bielszowice
- Knurów

1 IV 1957 zostało zlikwidowane a kopalnie przeszły do Zabrzańskiego ZPW
Krakowskie ZPW w Krakowie utworzono 3 III 1945 r. objęło kopalnie:
- Jaworzno (w skład kopalni wchodziły dawne kopalnie: Piłsudski, Kościuszko, Jan Kanty, Leopold)
- Sobieski
- Brzeszcze
- Artur
- Janina
- Zbyszek
- Krystyna
- Szczęść Boże (zlikwidowana w lipcu 1947 r.)

Mikołowskie ZPW w Mikołowie utworzono 3 III 1945 r. objęło kopalnie:
- Bolesław Śmiały
- Waleska
- Boże Dary
- Murcki
- Harcerska
- Piast (w Lędzinach)

1 I 1947r. zostało zlikwidowane a kopalnie przeszły do Jaworznicko-Mikołowskiego ZPW
Jaworznicko-Mikołowskie ZPW w Mysłowicach utworzone 1 I 1947r. przejęło kopalnie i zakłady należące do Krakowskiego ZPW, Mikołowskiego ZPW, kopalnię Silesia z Rybnickiego ZPW.
Jaworznicko-Mikołowskie Zjednoczenie Przemysłu Węglowego w 1958 r. obejmowało kopalnie
- Kopalnia Bolesław Śmiały
- Kopalnia Boże Dary
- Kopalnia Murcki
- Kopalnia Piast (w Lędzinach)
- Kopalnia Silesia
- Kopalnia Wesoła
- Kopalnia Ziemowit

Od 1.I 1976r. kopalnie Murcki i Lenin przejęło Katowickie ZPW.
W 1981 r. Jaworznicko-Mikołowskie ZPW obejmowało kopalnie:
- Jaworzno
- Komuna Paryska
- Siersza
- Janina
- Brzeszcze
- Silesia
- Bolesław Śmiały
- Piast
- Ziemowit
- Czeczott (w budowie)

1 X 1982 kopalnie weszły w skład Zrzeszenia Kopalń Węgla Kamiennego w Mysłowicach
Katowickie ZPW w Katowicach utworzono 3 III 1945 r. objęło kopalnie:
- Mysłowice
- Janów
- Wujek
- Kleofas
- Katowice
- Eminencja (do 20 III 1945 r)

W 1953 zmieniono nazwę na Stalinogrodzkie ZPW, w 1956 powróciła dawna nazwa.
1 IV 1957 – Katowickie ZPW przejęło kopalnie od Chorzowskiego ZPW.
Katowickie Zjednoczenie Przemysłu Węglowego w 1958 r. obejmowało następujące kopalnie:
- Kopalnia Barbara - Wyzwolenie
- Kopalnia Gottwald
- Kopalnia Katowice
- Kopalnia Kleofas
- Kopalnia Matylda
- Kopalnia Michał
- Kopalnia Mysłowice
- Kopalnia Polska
- Kopalnia Prezydent
- Kopalnia Siemianowice
- Kopalnia Śląsk
- Kopalnia Wieczorek
- Kopalnia Wujek

1 I 1968 - przejęta została kopalnia Chorzów z Bytomskiego ZPW
1 I 1976 – przejęte zostały kopalnie Murcki i Lenin z Jaworznicko-Mikołowskiego ZPW.
W 1981 r. Katowickie ZPW obejmowało kopalnie:
- Mysłowice
- Wieczorek
- Wujek
- Gottwald
- Katowice
- Barbara-Chorzów
- Murcki
- Lenin
- Polska
- Staszic

1 X 1982 kopalnie weszły w skład Zrzeszenia Kopalń Węgla Kamiennego w Katowicach.
Rudzkie ZPW  w Rudzie Śląskiej (następnie w Bytomiu) utworzono 3 III 1945 r. objęło kopalnie:
- (Walenty-Wawel)
- Wanda-Lech
- Pokój
- Wirek
- Paweł
- Karol
- Bielszowice (przekazana 20 III 1945 do Gliwickiego ZPW)
- Szombierki (do 20 III 1945)
- Bobrek (do 20 III 1945)

1 IV 1957 – zostało zlikwidowane a kopalnie przeszły do Bytomskiego ZPW
Rybnickie ZPW w Rybniku utworzono 3 III 1945 r. objęło kopalnie:
- Rydułtowy
- Anna
- Ignacy
- Rymer
- Emma
- Dębieńsko
- Silesia
- Knurów (przekazana 20 III 1945 do Gliwickiego ZPW)
- Chwałowice (od 20 III 1945)
- Jankowice (od 20 III 1945)

1 I 1947 – kopalnię Silesia przejęło Jaworznicko-Mikołowskie ZPW
Rybnickie Zjednoczenie Przemysłu Węglowego w 1958 r. obejmowało następujące kopalnie:
- Kopalnia 1 Maja (w budowie)
- Kopalnia Anna
- Kopalnia Chwałowice
- Kopalnia Dębieńsko
- Kopalnia Ignacy
- Kopalnia Jankowice
- Kopalnia Marcel
- Kopalnia Rydułtowy
- Kopalnia Rymer

1 I 1976 – kopalnie Dębieńsko włączono do Zabrzańskiego ZPW
W 1981 r. do Rybnickiego ZPW należały kopalnie:
- Kopalnia 1 Maja
- Rydułtowy
- Anna
- Marcel
- Rymer
- Chwałowice
- Jankowice
- Jastrzębie
- Moszczenica
- Manifest Lipcowy
- Borynia
- Trzydziestolecia PRL
- Związku Młodzieży Polskiej
- Suszec-Kaczyce-Pawłowice (w budowie)

1 X 1982 kopalnie weszły w skład Zrzeszenia Kopalń Węgla Kamiennego w Jastrzębiu Zdroju, które w 1984 r. utworzyło Rybnicko-Jastrzębskie Gwarectwo Węglowe.
Świętochłowickie ZPW w Świętochłowicach utworzono 3 III 1945 r. objęło kopalnie:
- Polska
- Śląsk
- Chwałowice (Donnersmarck)
- Jankowice
- Radzionków
- Chorzów
- Łagiewniki

Zlikwidowane 20 III 1945, zamiast niego powstało Bytomskie ZPW.
Kopalnie przejęły Zjednoczenia Bytomskie, Katowickie i Rybnickie.
Zabrzańskie ZPW w Zabrzu utworzono 20 III 1945 r. objęło kopalnie:
- Miechowice
- Rokitnica
- Mikulczyce
- Jadwiga
- Ludwik
- Concordia

1 IV 1957 – dołączają kopalnie z Gliwickiego ZPW
Zabrzańskie Zjednoczenie Przemysłu Węglowego w 1958 r. obejmowało następujące kopalnie:
- Kopalnia Bielszowice
- Kopalnia Concordia
- Kopalnia Gliwice
- Kopalnia Knurów
- Kopalnia Ludwik
- Kopalnia Makoszowy
- Kopalnia Miechowice
- Kopalnia Mikulczyce
- Kopalnia Pstrowski
- Kopalnia Rokitnica
- Kopalnia Sośnica
- Kopalnia Zabrze
- Przedsiębiorstwo Płytkich Kopalń Węgla Kamiennego Zakład Eksploatacji Węgla

1 I 1976 – dołącza kopalnia Dębieńsko z Rybnickiego ZPW
W 1981 r. do Zabrzańskiego ZPW należą kopalnie:
- Dębieńsko
- Pstrowski
- Zabrze
- Sośnica
- Makoszowy
- Gliwice
- Knurów
- Szczygłowice
- Budryk (w budowie)

1 X 1982 – kopalnie wchodzą w skład Zrzeszenie Kopalń Węgla Kamiennego w Zabrzu.
Źródło: Jerzy Jaros: Słownik historyczny kopalń węgla na ziemiach polskich. Katowice: Śląski Instytut Naukowy, 1984
Katowicki Holding Węglowy SA powstał 29 czerwca 1993 roku Nastąpiło połączenie jedenastu kopalń będących Spółkami Akcyjnymi Skarbu Państwa. W skład utworzonej Spółki weszły kopalnie:
- KWK "Katowice"
- KWK "Kleofas"
- KWK "Murcki"
- KWK "Mysłowice"
- KWK "Śląsk"
- KWK "Niwka-Modrzejów"
- KWK "Wesoła"
- KWK "Wieczorek"
- KWK "Wujek"
- KWK "Staszic"
- KWK "Kazimierz-Juliusz"

W 1996 roku kopalnie „Katowice” i „Kleofas” zostały połączone, przyjmując nazwę „Katowice-Kleofas”. W tym samym roku KWK „Niwka-Modrzejów” oraz KWK „Kazimierz-Juliusz” przekształcone zostały w spółki z ograniczoną odpowiedzialnością.
W 1999 roku postawiono w stan likwidacji KWK „Katowice-Kleofas” – Ruch II (dawną kopalnię „Katowice”) oraz KWK „Niwka-Modrzejów”.
W listopadzie 2004 roku zakończono wydobycie w KWK „Katowice–Kleofas”. Kopalnia została przekazana SRK SA w celu likwidacji zakładu górniczego.
Z dniem 1 stycznia 2005 roku nastąpiło połączenie kopalń „Śląsk” i „Wujek” w jeden zakład górniczy pod nazwą KWK „Wujek”
Z dniem 1 stycznia 2006 roku wykreślono ze struktury KHW SA KWK „Katowice-Kleofas”; pozostała niezagospodarowana część majątku tej kopalni została przekazana do KWK „Staszic”.
1 stycznia 2007 nastąpiło połączenie kopalń „Mysłowice” i „Wesoła” w centrum wydobywcze „Mysłowice-Wesoła”
1 stycznia 2009 kopalnie "Murcki" i "Staszic" połączone zostały w jeden zakład górniczy o nazwie KWK "Murcki Staszic".
Kopalnie Katowickiego Holdingu Węglowego S.A.
- KWK "Murcki – Staszic"
- KWK "Mysłowice – Wesoła"
- KWK "Wieczorek"
- KWK "Wujek"

Kompania Węglowa S.A.
Kompania Węglowa S.A. powstała 1 lutego 2003 roku. To młody organizm gospodarczy o rozległych górniczych tradycjach. Utworzona w drodze zmiany nazwy Państwowej Agencji Restrukturyzacji Górnictwa Węgla Kamiennego S.A. i przeniesienia do Kompanii Węglowej S.A.:
- Rudzkiej Spółki Węglowej S.A.,
- Gliwickiej Spółki Węglowej S.A.,
- Nadwiślańskiej Spółki Węglowej S.A.,
- Rybnickiej Spółki Węglowej S.A.,
- Zakładu Górniczego Bytom II Sp. z o.o. w Bytomiu,
- Zakładu Górniczego Bytom III Sp. z o.o. w Bytomiu,
- Zakładu Górniczego Centrum Sp. z o.o. w Bytomiu,
- Zakładu Górniczego Piekary Sp. z o.o. w Piekarach Śląskich.

 Spółki Węglowe S.A. oraz kopalnie wchodzące w skład spółek w chwili ich powstania (1993 r.)
- Rudzka Spółka Węglowa S.A.,
  - Kopalnia Węgla Kamiennego Barbara-Chorzów
  - Kopalnia Węgla Kamiennego Halemba
  - Kopalnia Węgla Kamiennego Nowy Wirek
  - Kopalnia Węgla Kamiennego Pokój
  - Kopalnia Węgla Kamiennego Polska
  - Kopalnia Węgla Kamiennego Siemianowice
  - Kopalnia Węgla Kamiennego Wawel
  - Kopalnia Węgla Kamiennego Zabrze - Bielszowice
- Gliwickiej Spółki Węglowej S.A.,
  - Kopalnia Węgla Kamiennego Bolesław Śmiały
  - Kopalnia Węgla Kamiennego Dębieńsko
  - Kopalnia Węgla Kamiennego Gliwice
  - Kopalnia Węgla Kamiennego Knurów
  - Kopalnia Węgla Kamiennego Szczygłowice
  - Kopalnia Węgla Kamiennego Sośnica
  - Kopalnia Węgla Kamiennego Makoszowy
- Nadwiślańska Spółka Węglowa S.A.,
  - Kopalnia Węgla Kamiennego Brzeszcze
  - Kopalnia Węgla Kamiennego Czeczott
  - Kopalnia Węgla Kamiennego Janina
  - Kopalnia Węgla Kamiennego Jaworzno
  - Kopalnia Węgla Kamiennego Piast
  - Kopalnia Węgla Kamiennego Siersza
  - Kopalnia Węgla Kamiennego Silesia
  - Kopalnia Węgla Kamiennego Ziemowit
- Rybnicka Spółka Węglowa S.A.,
  - Kopalnia Węgla Kamiennego 1 Maja
  - Kopalnia Węgla Kamiennego Rymer
  - Kopalnia Węgla Kamiennego Anna
  - Kopalnia Węgla Kamiennego Chwałowice
  - Kopalnia Węgla Kamiennego Jankowice
  - Kopalnia Węgla Kamiennego Marcel
  - Kopalnia Węgla Kamiennego Rydułtowy
- Bytomska Spółka Węglowa S.A.,
  - Kopalnia Węgla Kamiennego Andaluzja
  - Kopalnia Węgla Kamiennego Bobrek
  - Kopalnia Węgla Kamiennego Centrum
  - Kopalnia Węgla Kamiennego Grodziec
  - Kopalnia Węgla Kamiennego Jowisz
  - Kopalnia Węgla Kamiennego Julian
  - Kopalnia Węgla Kamiennego Miechowice
  - Kopalnia Węgla Kamiennego Paryż
  - Kopalnia Węgla Kamiennego Powstańców Śląskich
  - Kopalnia Węgla Kamiennego Pstrowski
  - Kopalnia Węgla Kamiennego Rozbark
  - Kopalnia Węgla Kamiennego Szombierki

W 1994 roku z Bytomskiej Spółki Węglowej wydzieliły się dwie kopalnie: KWK Paryż i KWK Pstrowski jako spółki z o.o. z wyłącznym kapitałem BSW S.A.
Kompania Węglowa stan na 1 lutego 2003 r.:
- ZG "Bytom III"
- ZG "Centrum"
- ZG "Piekary"
- ZG "Bytom II"
- KWK Bolesław Śmiały
- KWK Knurów
- KWK Makoszowy
- KWK Sośnica
- KWK Szczygłowice
- KWK Brzeszcze
- KWK Janina
- KWK Piast
- KWK Silesia
- KWK Ziemowit
- KWK Halemba
- KWK Pokój
- KWK Polska-Wirek
- KWK Bielszowice
- KWK Anna
- KWK Chwałowice
- KWK Jankowice
- KWK Marcel
- KWK Rydułtowy

Kompania Węglowa połączyła KWK Anna i KWK Rydułtowy tworząc 1 marca 2004 r. KWK Rydułtowy-Anna.
1 kwietnia 2004 r. przekazała KWK Janina do PKW S.A. (Południowy Koncern Węglowy S.A.).
W styczniu 2005 r. zostały utworzone:
- KWK Bobrek-Centrum z połączenia ZG "Centrum", ZG "Bytom II" oraz ZG "Bytom III",
- KWK Brzeszcze-Silesia z połączenia KWK Brzeszcze oraz KWK Silesia.

1 lipca 2005 r. zostały połączone KWK Sośnica i KWK Makoszowy w jedną kopalnię KWK Sośnica-Makoszowy.
W styczniu 2007 r. zostały połączone KWK Halemba oraz KWK Polska-Wirek w kopalnię KWK Halemba-Wirek.
W 2010 roku zostały połączone kopalnie: KWK Knurów i KWK Szczygłowice w KWK Knurów-Szczygłowice.
9 grudnia 2010 przedsiębiorstwo Energetický a průmyslový holding z Czech kupiło część KWK Brzeszcze-Silesia - Ruch Silesia.
W 2012 roku ZG Piekary zmienia nazwę na KWK Piekary.
Rok 2014 - następuje sprzedaż KWK Knurów-Szczygłowice do Jastrzębskiej Spółki Węglowej S.A.
Rok 2015 - następuje przekazanie KWK Bobrek-Centrum, KWK Piekary oraz KWK Brzeszcze do Spółki Restrukturyzacji Kopalń S.A.
Kompania Węglowa S.A. rok 2005:
- KWK Bielszowice
- KWK Bobrek-Centrum
- KWK Bolesław Śmiały
- KWK Brzeszcze-Silesia
- KWK Chwałowice
- KWK Halemba
- KWK Jankowice
- KWK Knurów
- KWK Marcel
- KWK Piast
- KWK Pokój
- KWK Polska-Wirek
- KWK Rydułtowy-Anna
- KWK Sośnica-Makoszowy
- KWK Szczygłowice
- KWK Ziemowit
- ZG "Piekary"

Kompania Węglowa S.A. rok 2014
- KWK Bielszowice
- KWK Bobrek-Centrum
- KWK Bolesław Śmiały
- KWK Brzeszcze
- KWK Chwałowice
- KWK Halemba-Wirek
- KWK Jankowice
- KWK Knurów-Szczygłowice
- KWK Marcel
- KWK Piast
- KWK Piekary
- KWK Pokój
- KWK Rydułtowy-Anna
- KWK Sośnica-Makoszowy
- KWK Ziemowit

Kompania Węglowa S.A. rok 2015
- KWK Bielszowice
- KWK Bolesław Śmiały
- KWK Chwałowice
- KWK Halemba-Wirek
- KWK Jankowice
- KWK Knurów-Szczygłowice
- KWK Marcel
- KWK Piast
- KWK Pokój
- KWK Rydułtowy-Anna
- KWK Sośnica-Makoszowy
- KWK Ziemowit

Rok 2016 przekazanie pozostałych kopalń z Kompanii Węglowej S.A. do Polskiej Grupy Górniczej sp. z o.o. Polska Grupa Górnicza
- KWK Bolesław Śmiały
- KWK Sośnica
- KWK Piast
- KWK Ziemowit
- KWK Halemba
- KWK Pokój
- KWK Bielszowice
- KWK Chwałowice
- KWK Jankowice
- KWK Marcel
- KWK Rydułtowy
- KWK Wujek

Jastrzębska Spółka Węglowa S.A.
rok 1993:
- Kopalnia Węgla Kamiennego Borynia
- Kopalnia Węgla Kamiennego Jastrzębie
- Kopalnia Węgla Kamiennego Krupiński
- Kopalnia Węgla Kamiennego Morcinek
- Kopalnia Węgla Kamiennego Moszczenica
- Kopalnia Węgla Kamiennego Pniówek
- Kopalnia Węgla Kamiennego Zofiówka

2014:
- Kopalnia Węgla Kamiennego Borynia-Zofiówka-Jastrzębie
- Kopalnia Węgla Kamiennego Budryk
- Kopalnia Węgla Kamiennego Knurów-Szczygłowice(od 1 sierpnia 2014 r.)
- Kopalnia Węgla Kamiennego Krupiński - 31 marca 2017 roku kopalnia Krupiński została przekazana nieodpłatnie do Spółki Restrukturyzacji Kopalń
- Kopalnia Węgla Kamiennego Pniówek

 Węglokoks Kraj Sp. z o.o.
- KWK Bobrek
- KWK Piekary

15 grudnia 2016 roku obie kopalnie zostały połączone w jedną KWK Bobrek-Piekary
Spółka Restrukturyzacji Kopalń S.A.
- KWK Brzeszcze Wschód
- KWK Centrum (w likwidacji)
- KWK Makoszowy
- KWK Kazimierz - Juliusz
- KWK Mysłowice
- KWK Murcki-Staszic Ruch Boże Dary (przekazana 1 lipca 2015r.)
- KWK Krupiński
- KWK Jas-Mos
- KWK Anna
- KWK Śląsk
- KWK Pokój I
- KWK Wieczorek I i Wieczorek II

Źródło: https://web.archive.org/web/20170929135407/http://srk.com.pl/oddzialy/
O KWK Piast w Lędzinach - http://www.serwislokalny.com/aktualnosci/847/ziemowit-ma-przed-soba-wiele-lat/

### Dolnośląskie Zagłębie Węglowe
Historia
Dolnośląskie ZPW w Wałbrzychu utworzono 1 VIII 1945 r. objęło kopalnie:
- Wałbrzych (Bolesław Chrobry)
- Victoria
- Julia (Biały Kamień)
- Melchior (Mieszko)
- Nowa Ruda
- Rudolf (Przygórze)
- Jan Baptysta (Jan)

W 1981 r. do Dolnośląskiego ZPW należały kopalnie :
- Wałbrzych
- Victoria
- Thorez
- Nowa Ruda

1 X 1982 – w/ w kopalnie weszły w skład Zrzeszenia Kopalń Węgla Kamiennego w Wałbrzychu.
Wałbrzych:
- Kopalnia Węgla Kamiennego Julia
- Kopalnia Węgla Kamiennego Victoria
- Kopalnia Węgla Kamiennego Wałbrzych

Nowa Ruda:
- Kopalnia Węgla Kamiennego Nowa Ruda

## Zmiany w strukturze kopalń
Poza Spółkami Węglowymi działały następujące kopalnie
Rok 1993
Kopalnie jako jednoosobowe spółki Skarbu Państwa
- Kopalnia Węgla Kamiennego Jan Kanty
- Kopalnia Węgla Kamiennego Porąbka-Klimontów
- Kopalnia Węgla Kamiennego Budryk - w budowie

Kopalnie jako przedsiębiorstwa państwowe:
- Kopalnia Węgla Kamiennego Saturn
- Kopalnia Węgla Kamiennego Sosnowiec
- Kopalnia Węgla Kamiennego Żory

Rok 1995/1996
- Kopalnia Węgla Kamiennego Paryż w likwidacji Sp. z o.o.
- Kopalnia Węgla Kamiennego Pstrowski Sp. z o.o.

Rok 1997
- Kopalnia Węgla Kamiennego Paryż w likwidacji Sp. z o.o.
- Kopalnia Węgla Kamiennego Pstrowski Sp. z o.o.
- Kopalnia Węgla Kamiennego Jan Kanty S.A.
- Kopalnia Węgla Kamiennego Żory S.A.
- Kopalnia Węgla Kamiennego Porąbka-Klimontów S.A.
- Kopalnia Węgla Kamiennego Budryk - w budowie S.A.
- Kopalnia Węgla Kamiennego Grodziec Sp. z o.o.
- Kopalnia Węgla Kamiennego Jowisz Sp. z o.o.
- Kopalnia Węgla Kamiennego Siemianowice Sp. z o.o.

Rok 1999
- Kopalnia Węgla Kamiennego Paryż w likwidacji Sp. z o.o.
- Kopalnia Węgla Kamiennego Pstrowski w likwidacji Sp. z o.o.
- Kopalnia Węgla Kamiennego Żory S.A. w likwidacji
- Kopalnia Węgla Kamiennego Jowisz Sp. z o.o. w likwidacji
- Kopalnia Węgla Kamiennego Siemianowice Sp. z o.o.
- Kopalnia Węgla Kamiennego Grodziec Sp. z o.o.
- Kopalnia Węgla Kamiennego Sosnowiec S.A.
- Kopalnia Węgla Kamiennego Niwka-Modrzejów Sp. z o.o.
- Kopalnia Węgla Kamiennego Kazimierz-Juliusz Sp. z o.o.
- Zakład Górniczy Wojkowice Sp. z o.o.
- Kopalnia Węgla Kamiennego Powstańców Śląskich Sp. z o.o. w likwidacji
- Kopalnia Węgla Kamiennego Andaluzja Sp. z o.o. w likwidacji
- Kopalnia Węgla Kamiennego Julian Sp. z o.o. w likwidacji
- Kopalnia Węgla Kamiennego Centrum-Szombierki Sp. z o.o. w likwidacji
- Kopalnia Węgla Kamiennego Bobrek-Miechowice Sp. z o.o.
- Kopalnia Węgla Kamiennego Rozbark Sp. z o.o. w likwidacji
- Zakład Górniczo - Energetyczny Sobieski Jaworzno III Sp. z o.o.
- Zakład Górniczy Centrum Sp. z o.o.
- Zakład Górniczy Bytom I Sp. z o.o.
- Zakład Górniczy Brzeziny Sp. z o.o.
- Zakład Górniczy Piekary Sp. z o.o.
- Zakład Górniczy Bytom II Sp. z o.o.
- Zakład Górniczy Bytom III Sp. z o.o.
- Zakład Wydobywczy Surowców Mineralnych JADWIGA Sp. z o.o.
- Katowicki Holding Węglowy S.A. Kopalnia Węgla Kamiennego Katowice-Kleofas

Źródło: "Górnictwo węglowe w województwie katowickim" Wojewódzkiego Urzędu Statystycznego w Katowicach

## Wypadki
W 2007 roku w polskich kopalniach zginęło 15 osób, a Wyższy Urząd Górniczy odnotował ponad 2500 wypadków, z których 18 sklasyfikowano jako ciężkie. W 2008 roku zginęło 22 górników, a 20 odniosło ciężkie obrażenia. W 2009 tylko do końca lipca w kopalniach węgla kamiennego śmierć poniosło 15 osób, a do końca czerwca w kopalniach węgla kamiennego zdarzyło się 1355 wypadków; 10 górników z kopalń węgla kamiennego zostało ciężko rannych

## Galeria

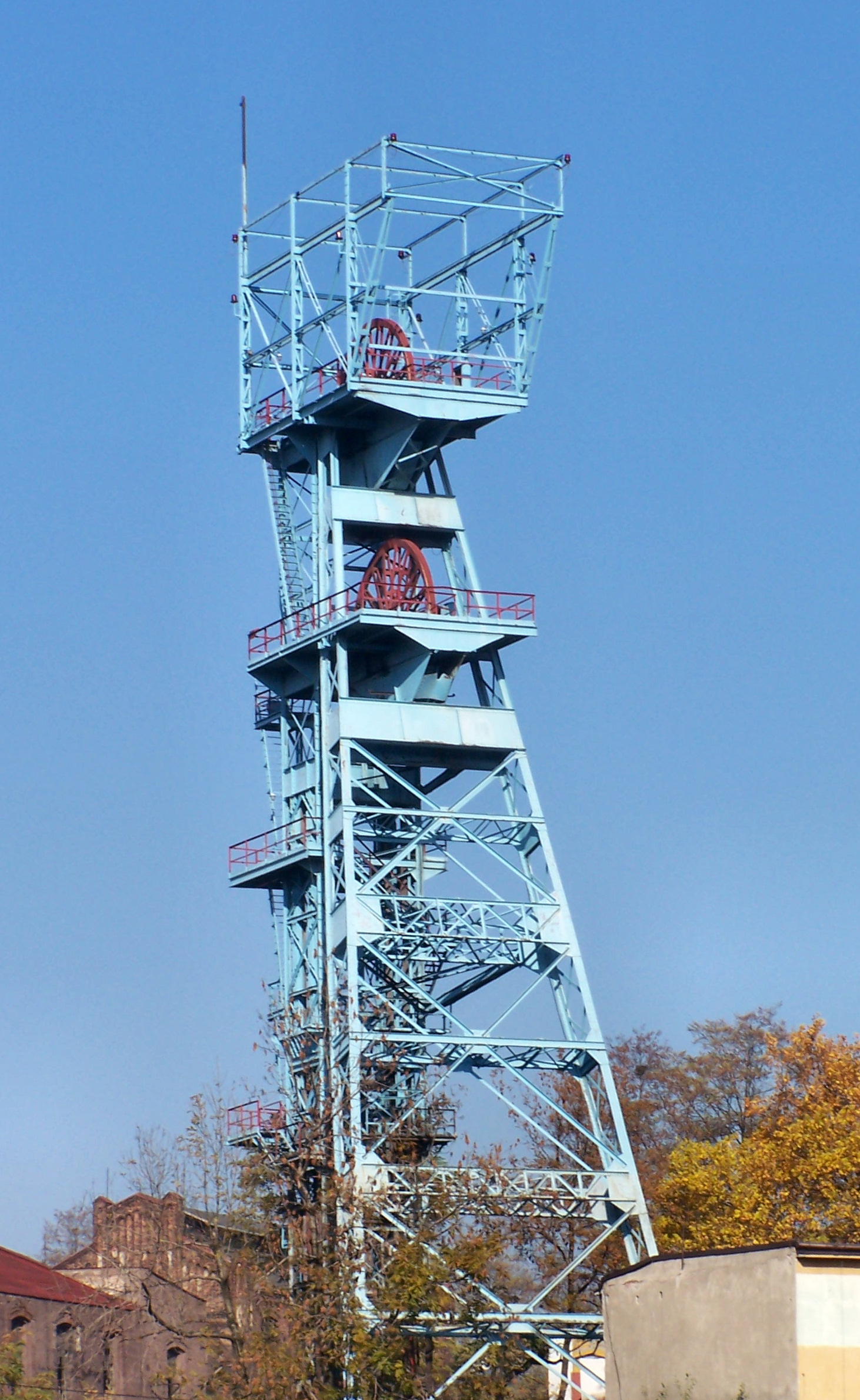
Katowice, kopalnia "Katowice" – wieża szybowa szybu Warszawa
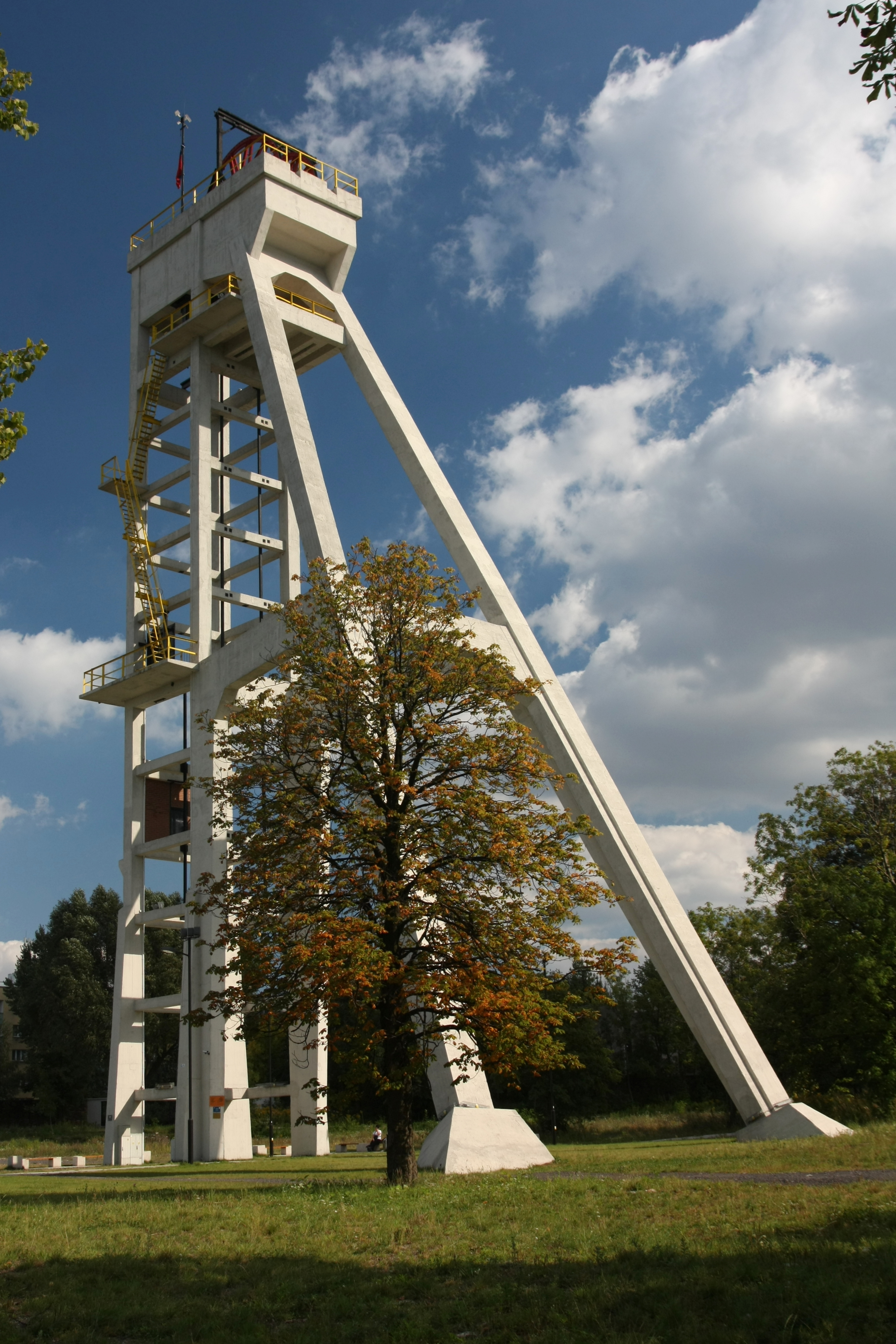
Chorzów, kopalnia "Polska-Wirek" – wieża szybowa szybu Prezydent
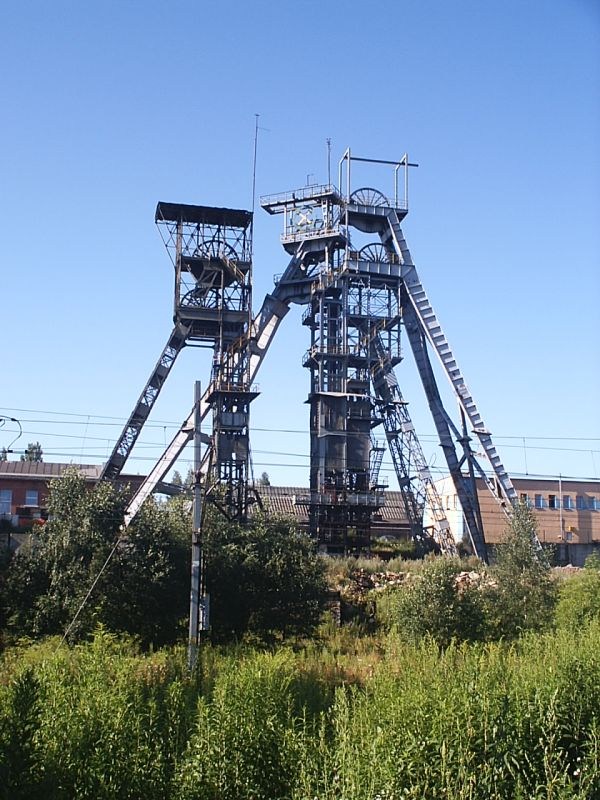
Wałbrzych, kopalnia – wieże szybowe szybów Matylda i Chrobry
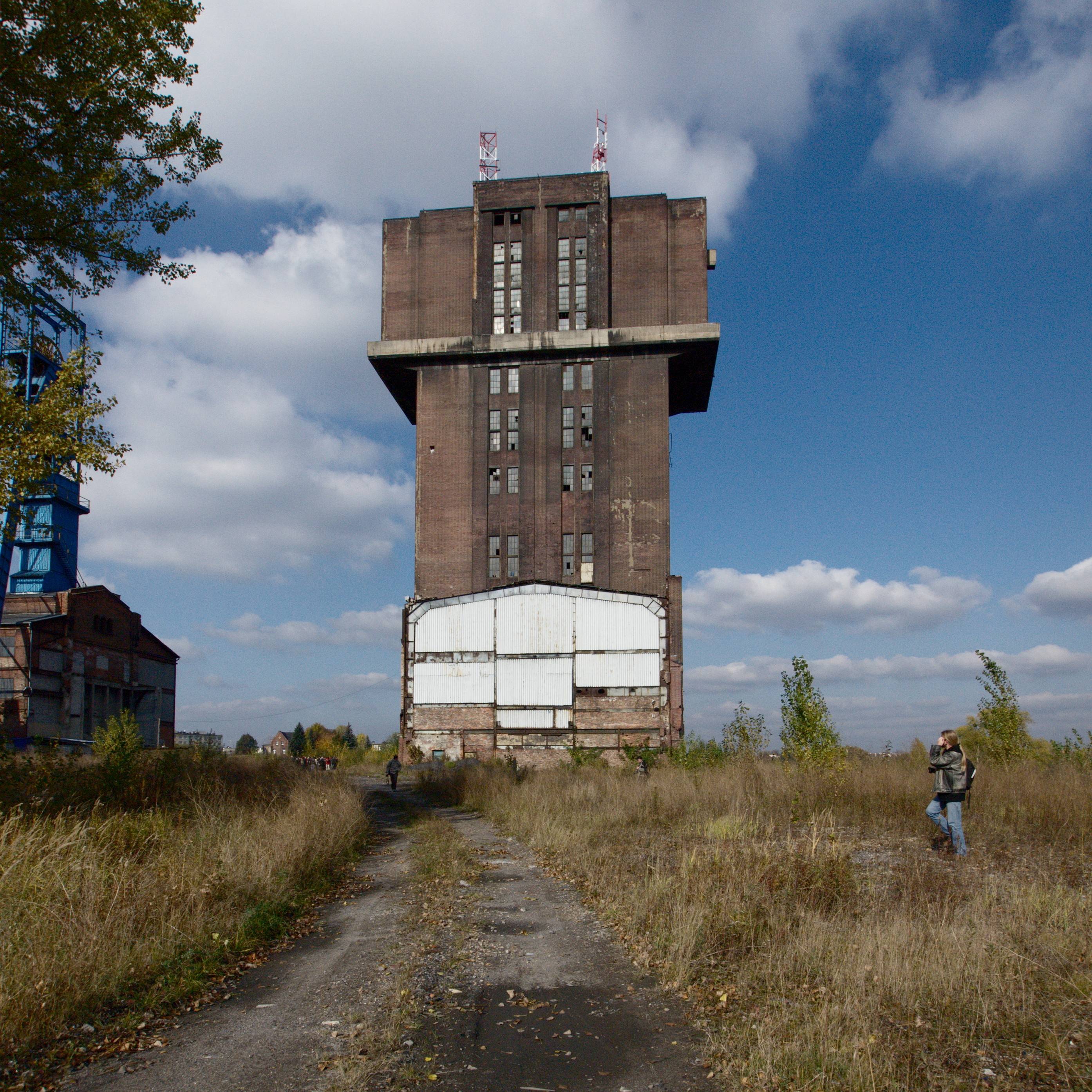
Bytom, wieża szybowa KWK "Szombierki"
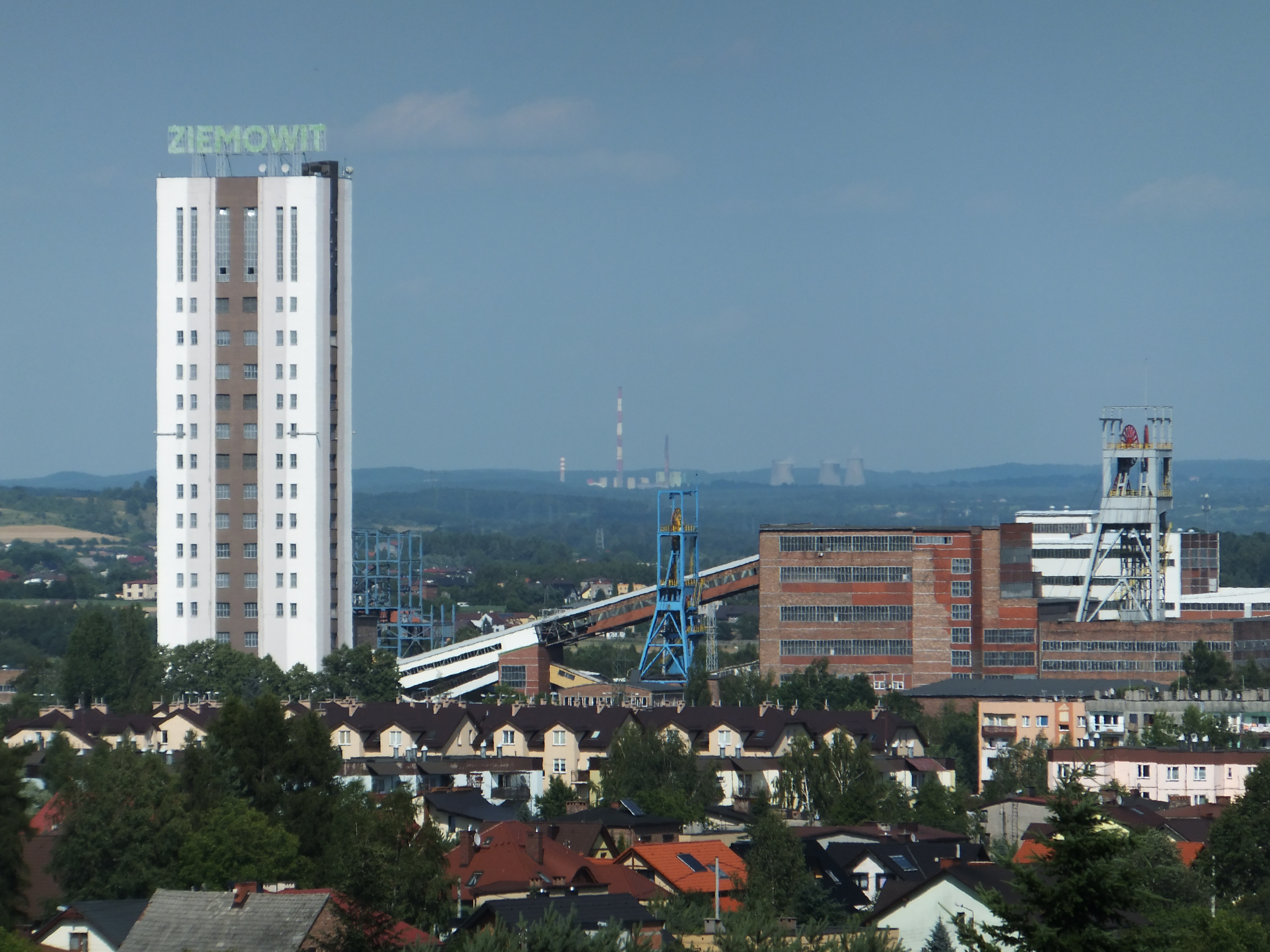
Lędziny, KWK Ziemowit
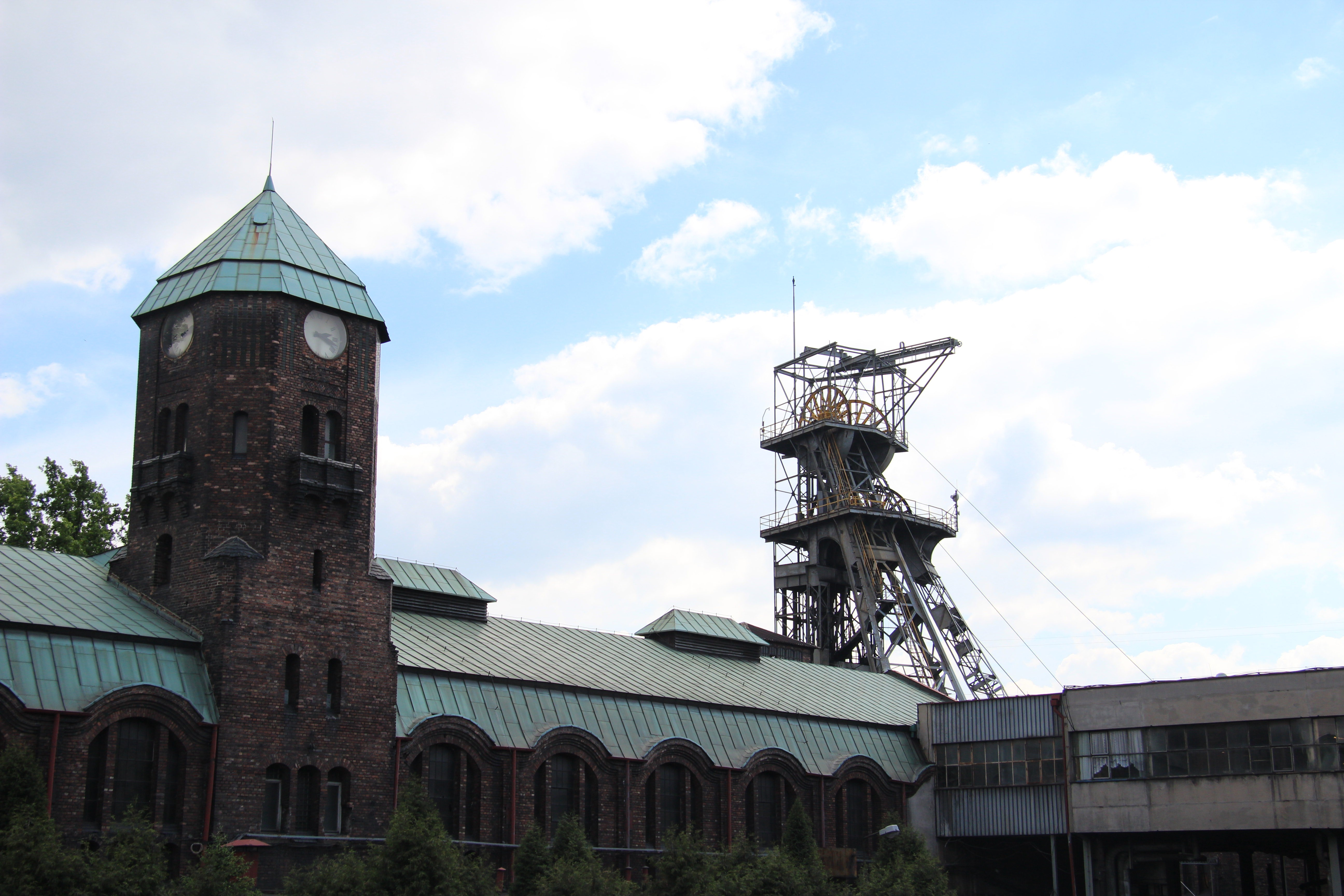
Katowice, KWK "Wieczorek" - Szyb Pułaski
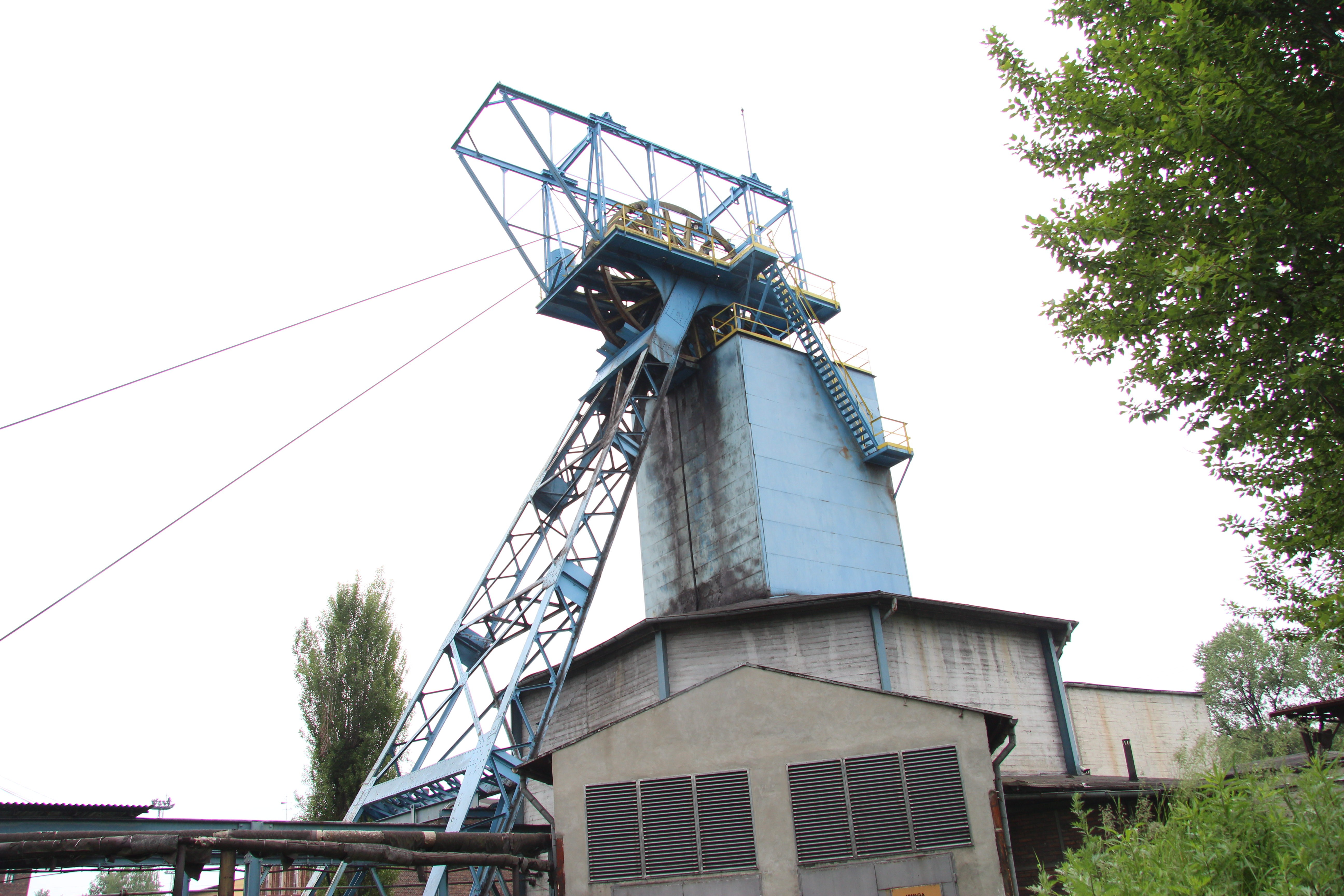
Katowice, KWK "Wieczorek" - Szyb Poniatowski
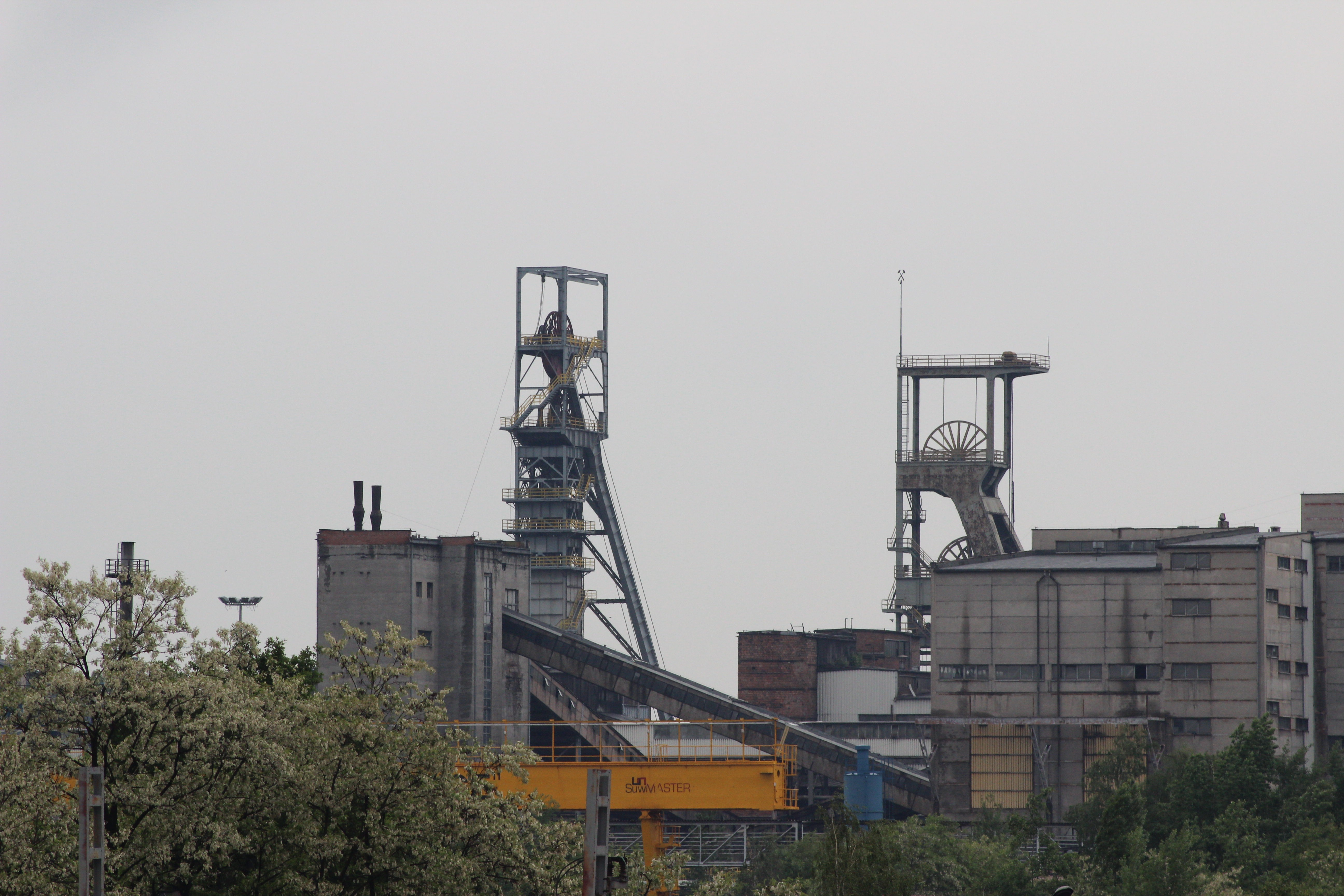
Ruda Śląska, KWK "Bielszowice" - panorama
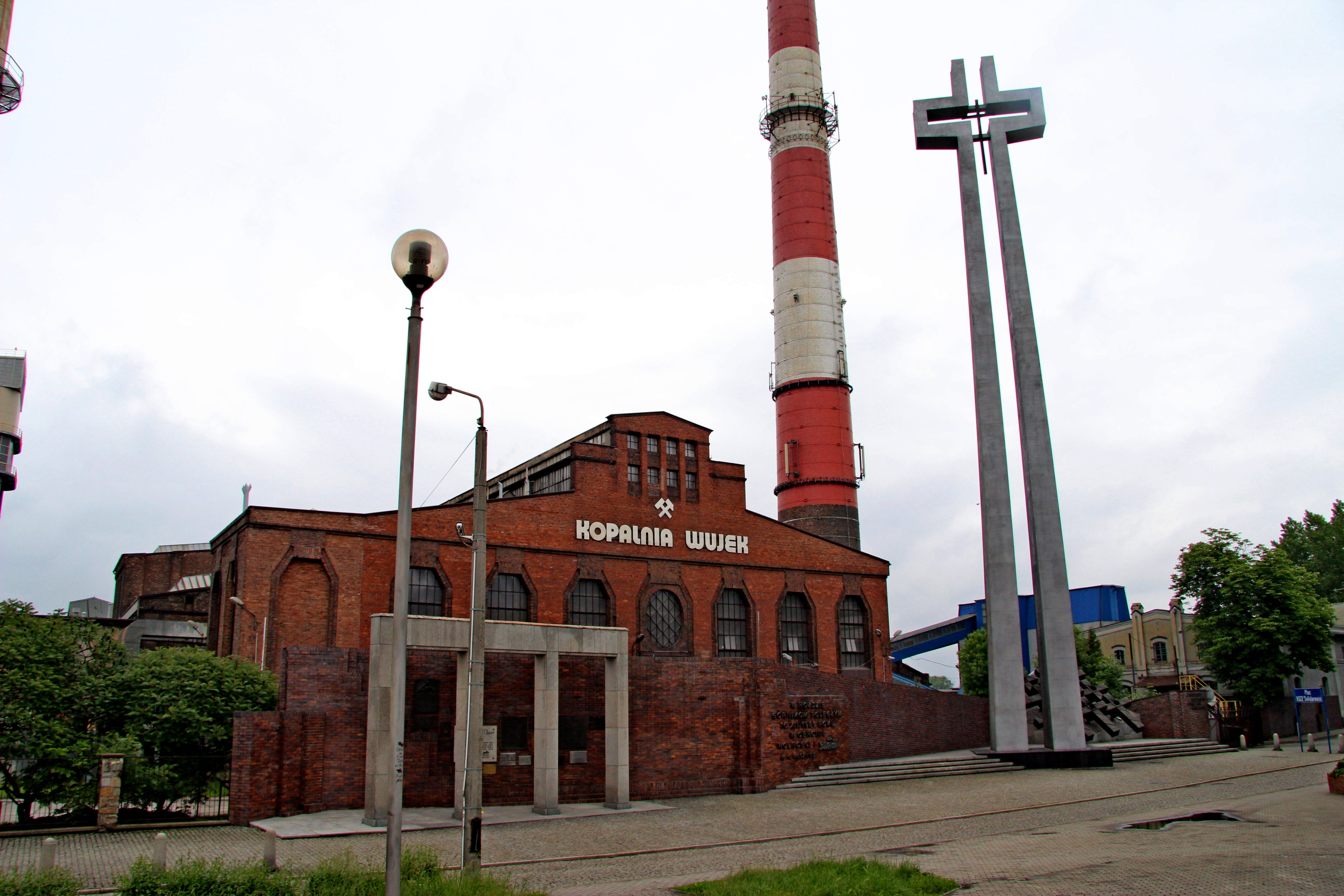
Katowice, Kopalnia "Wujek" - Katowice wejście główne
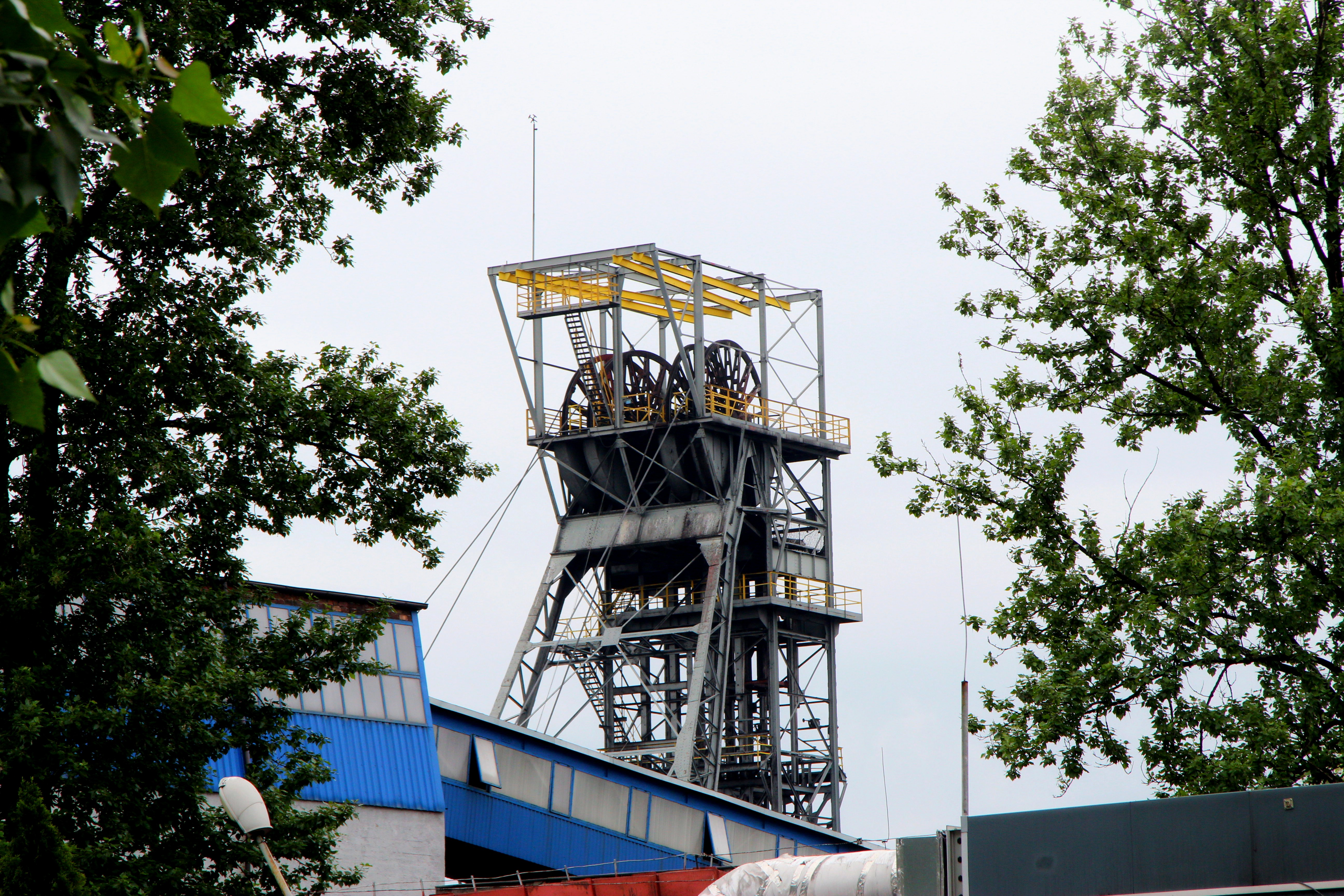
Katowice, Kopalnia "Wujek" - Katowice Szyb
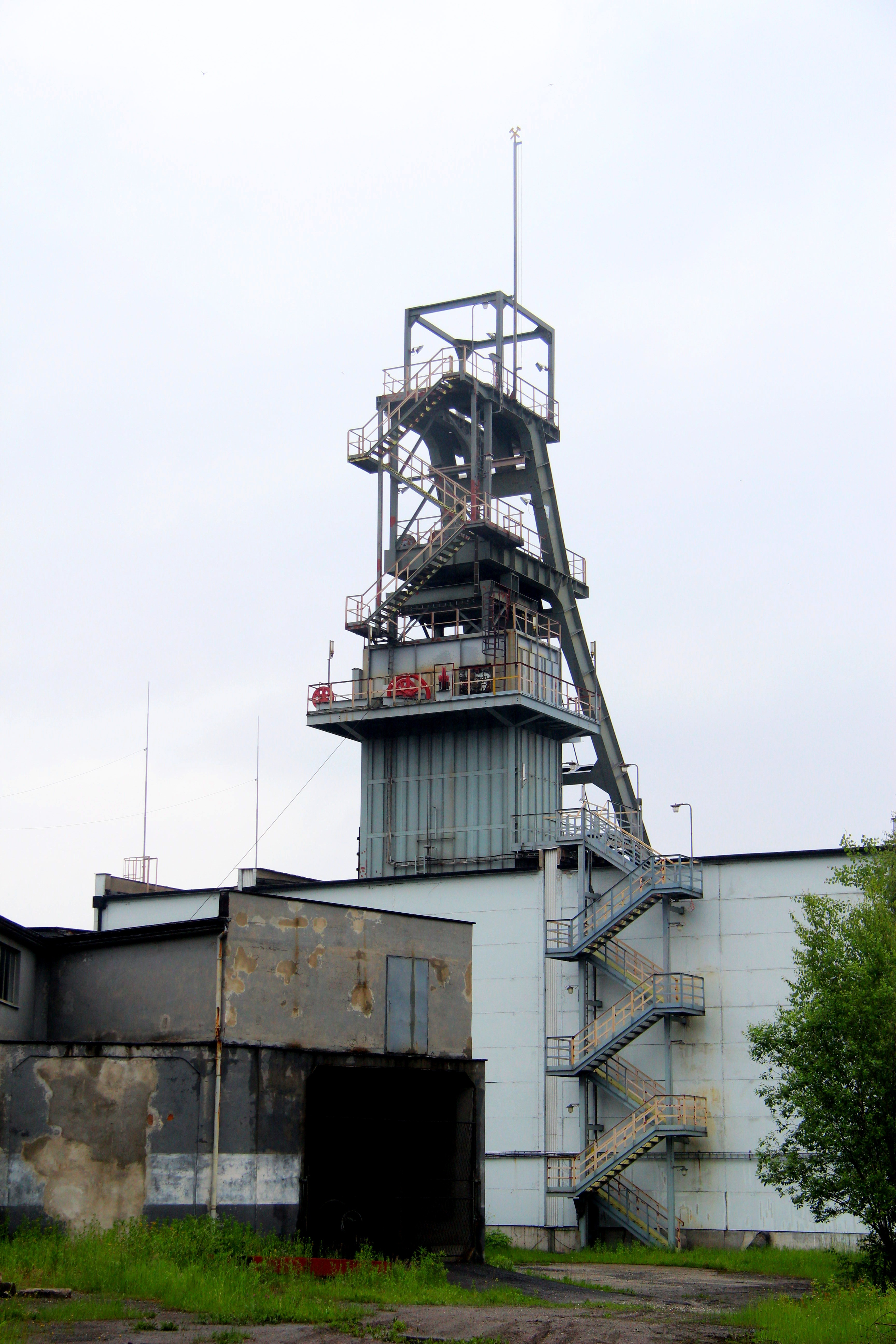
Chorzów, Kopalnia "Wujek" Ruch - Śląsk - Szyb III
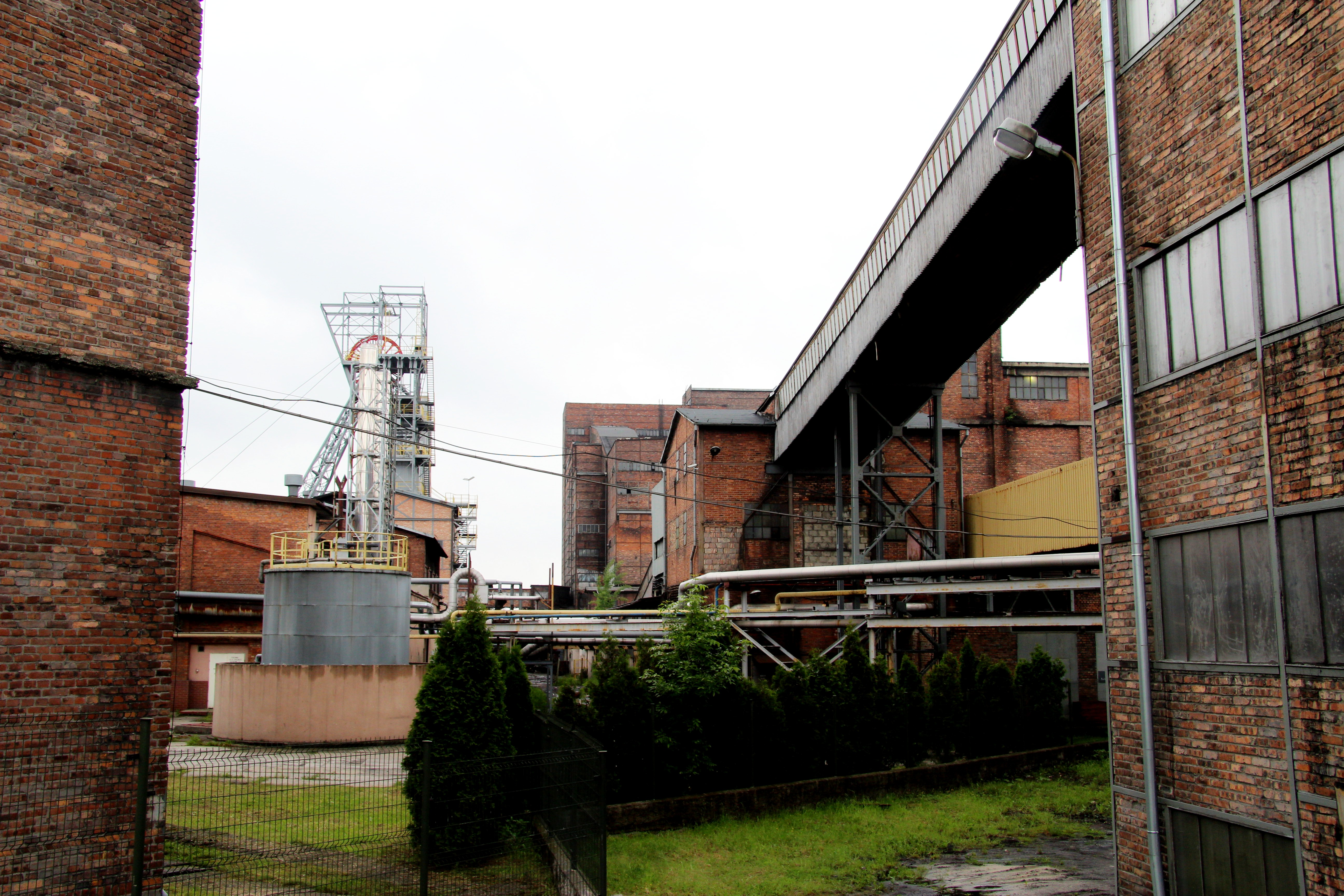
Zabrze, KWK "Sośnica - Makoszowy" - Zabrze
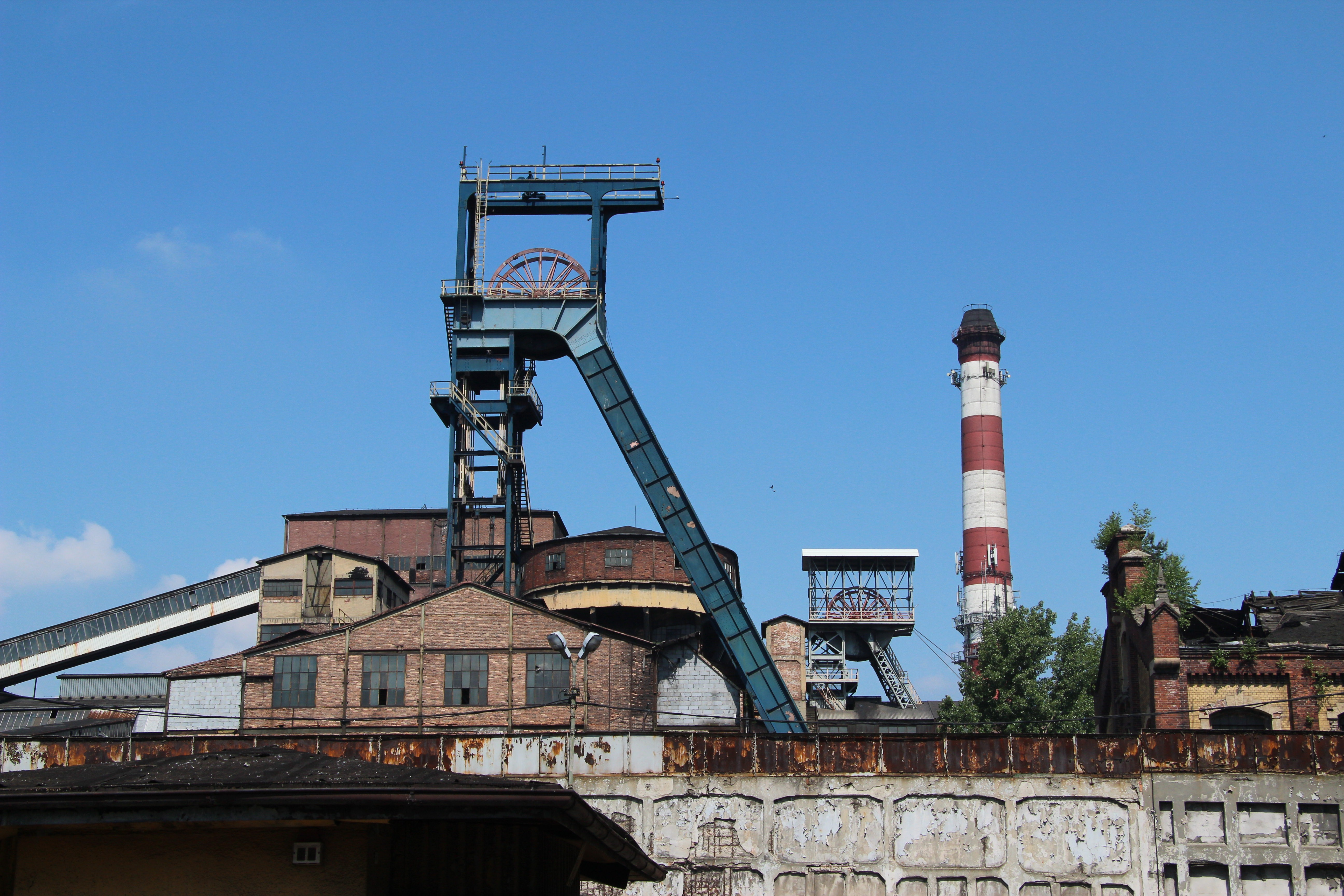
Mysłowice, KWK Mysłowice
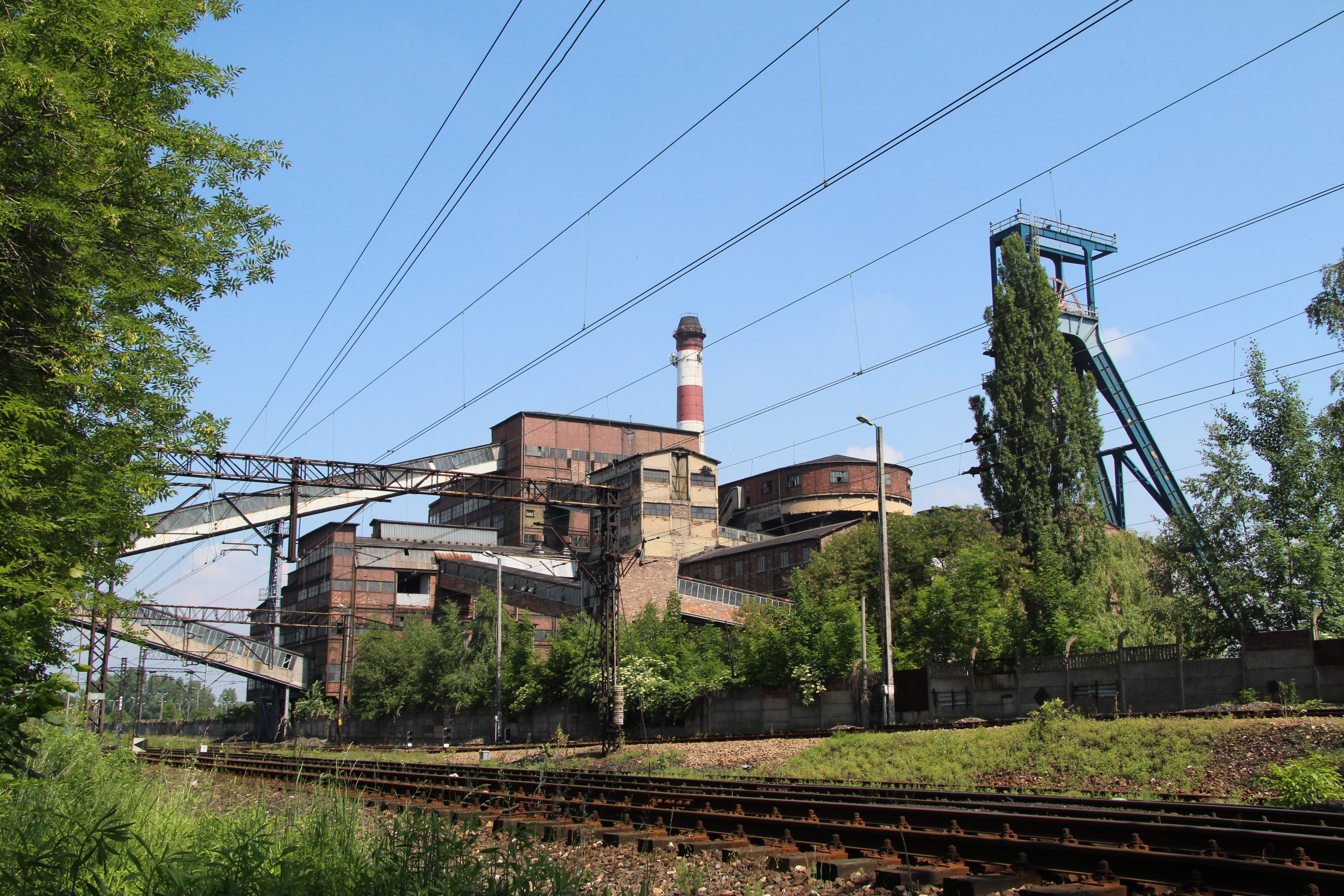
Mysłowice, KWK Mysłowice - widok od strony torów
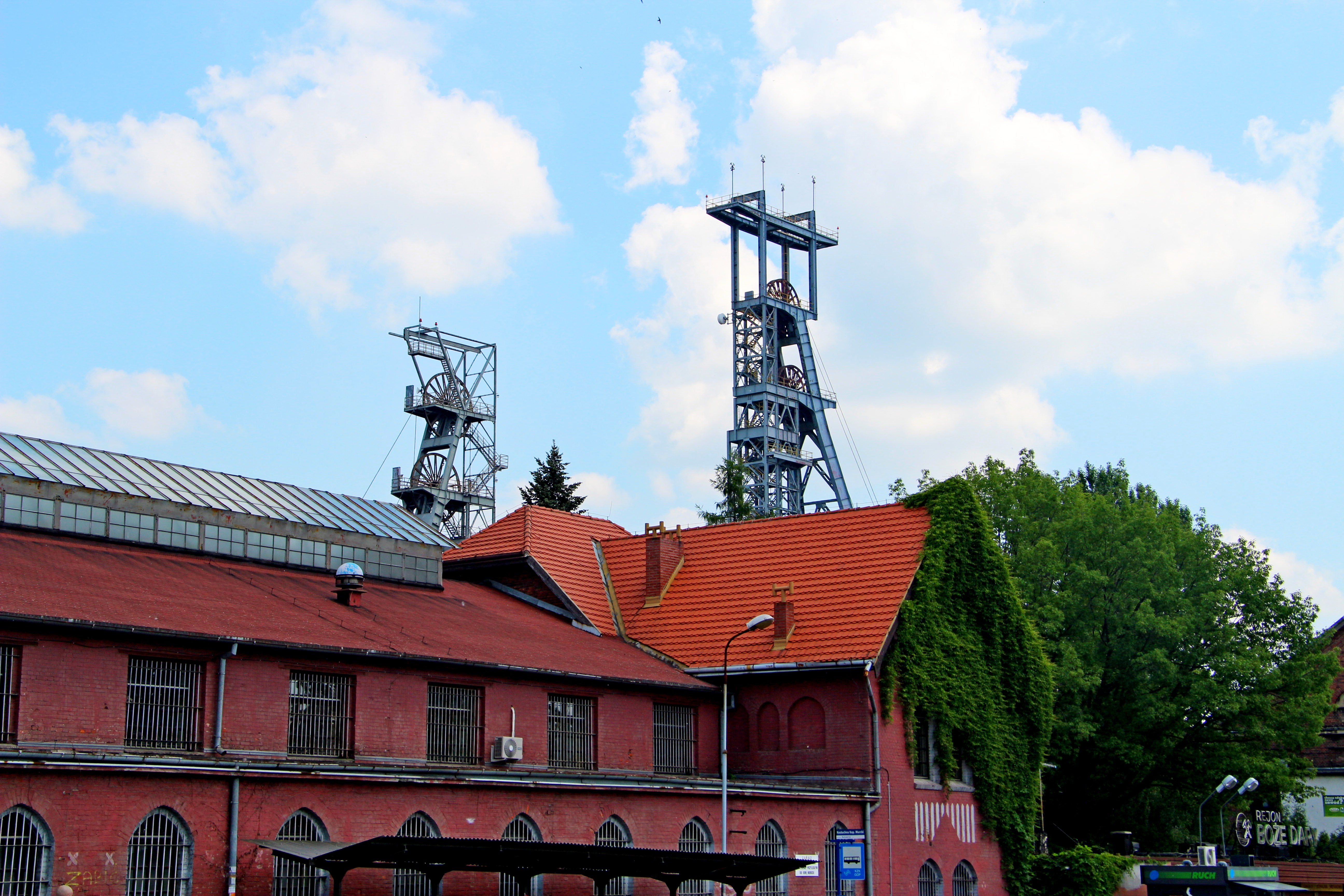
Katowice, Kopalnia Węgla Kamiennego "Murcki" − rejon "Boże Dary"
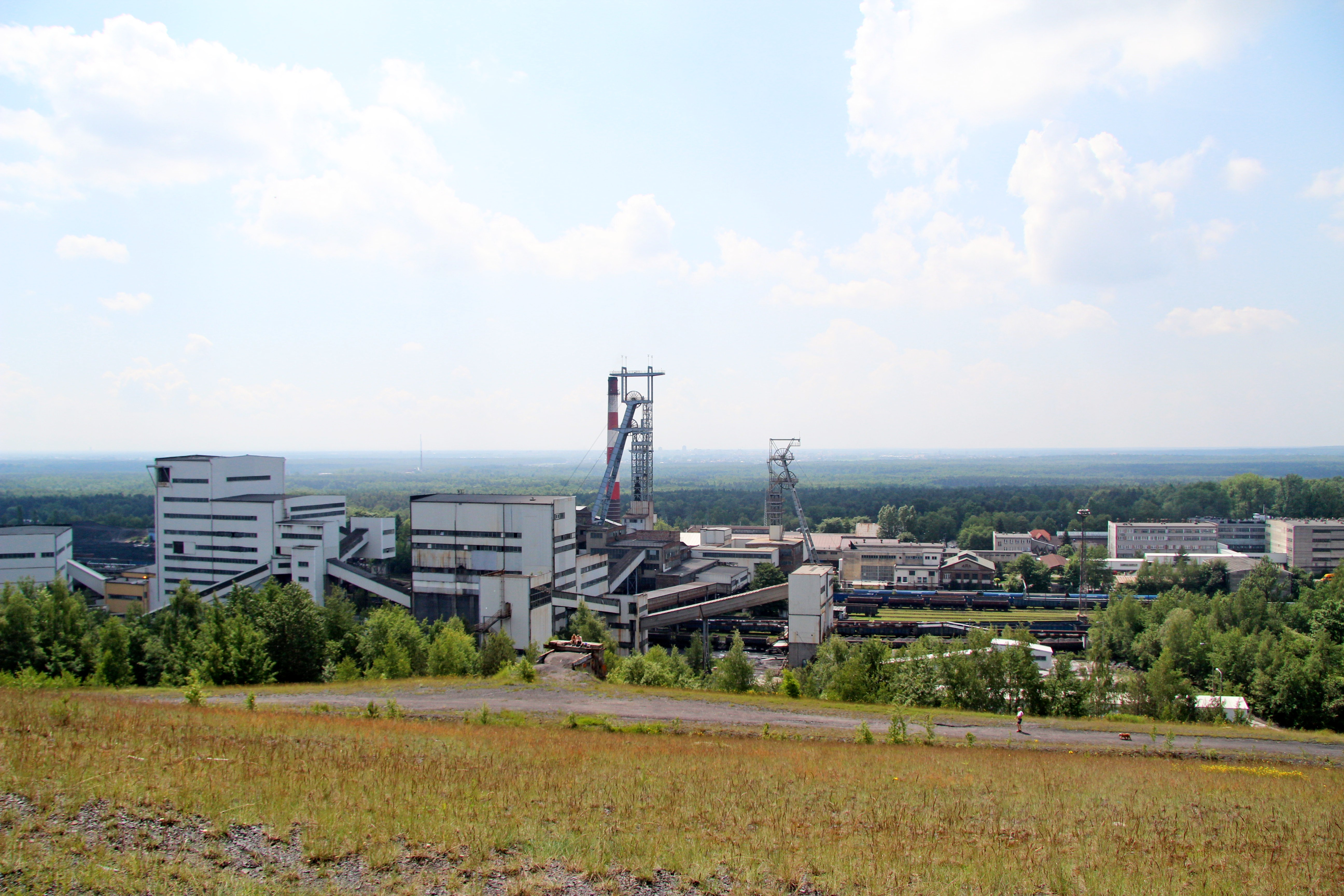
Katowice, Kopalnia Węgla Kamiennego "Murcki" − rejon "Boże Dary"
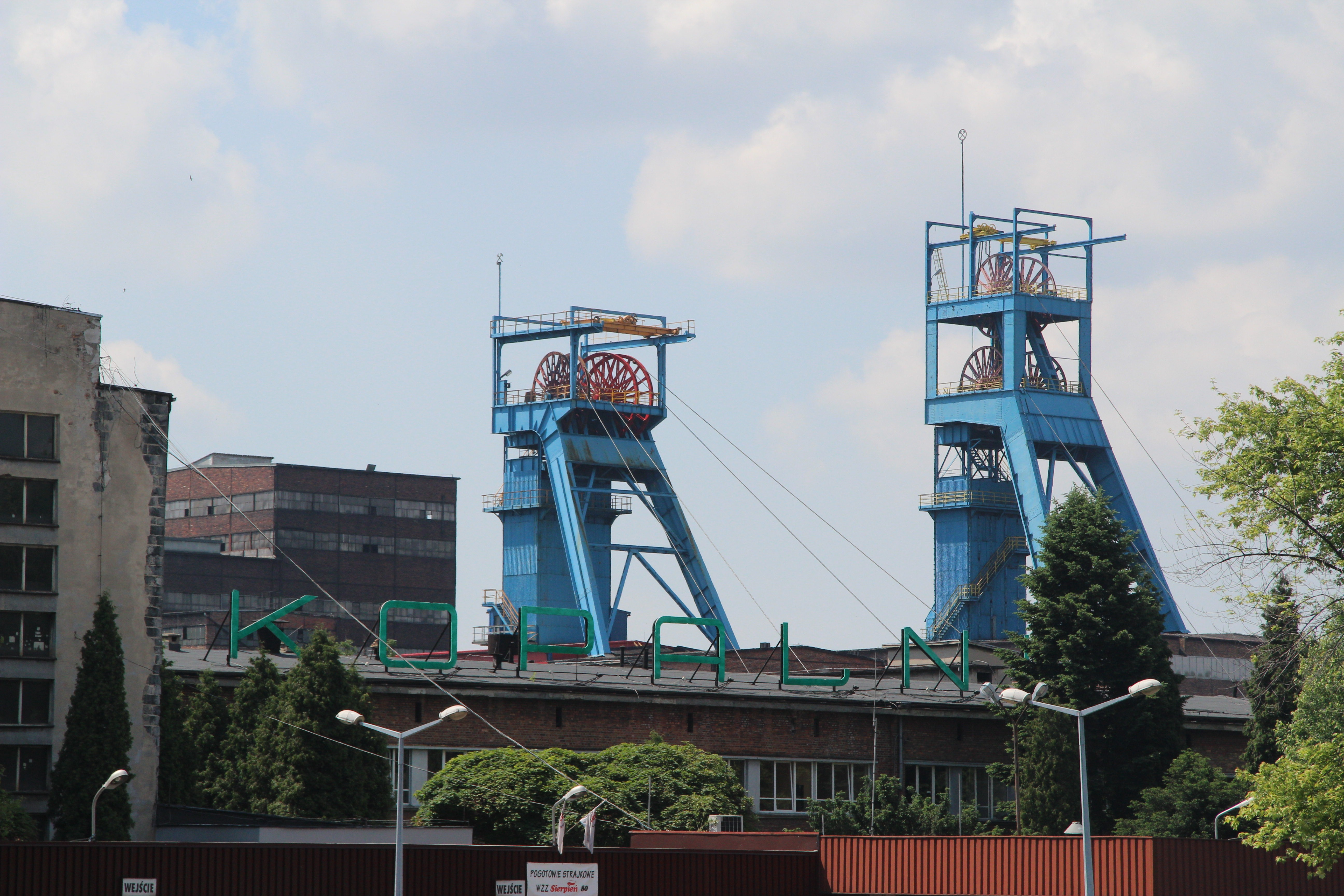
Mysłowice, KWK Mysłowice - Wesoła
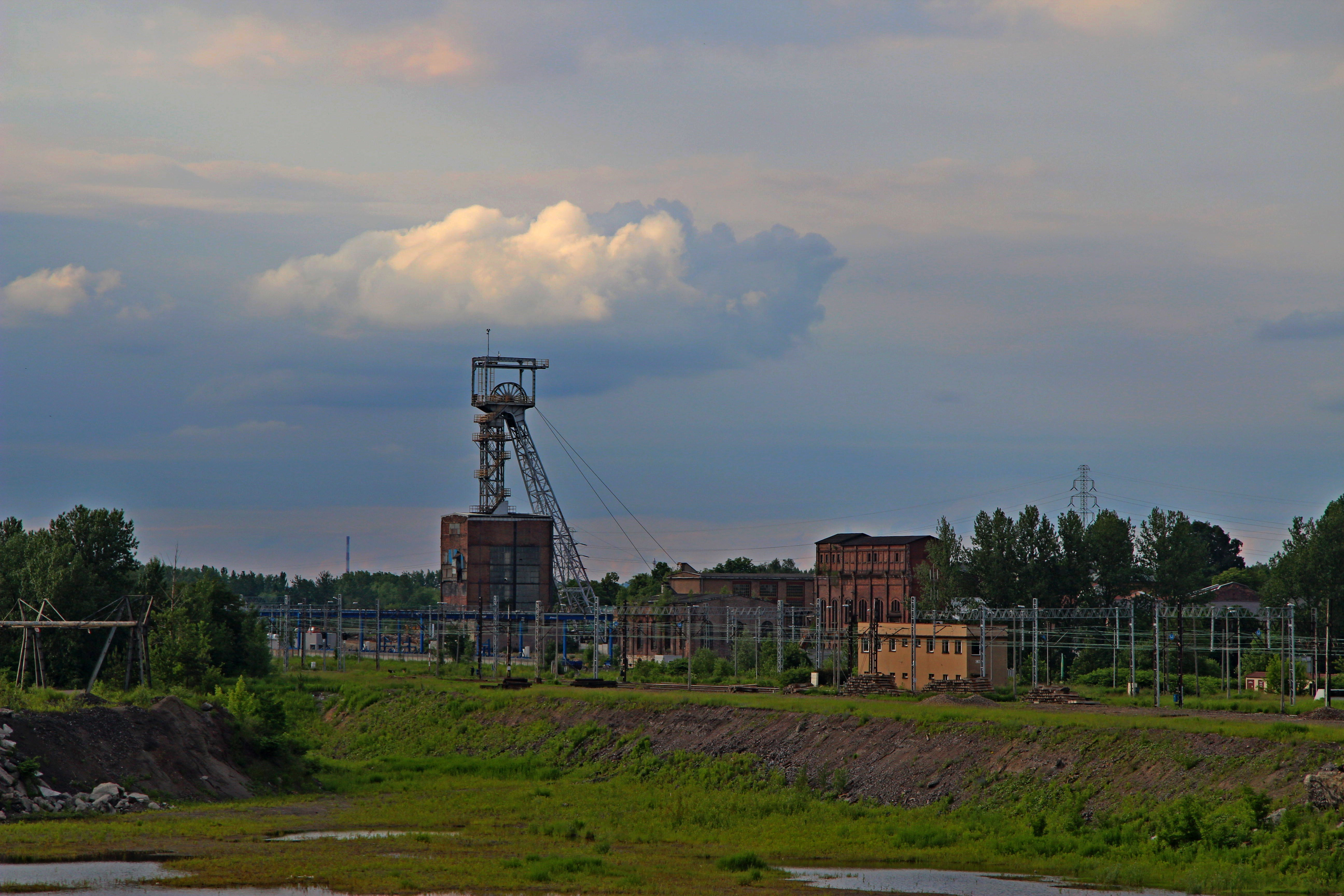
Chorzów, Kopalnia Węgla Kamiennego Barbara - Chorzów

## Głębokość wydobycia
Węgiel w Polsce jest wydobywany z pokładów na głębokości około 1 kilometra. Powoduje to dość wysokie koszty produkcji - zwłaszcza w porównaniu z kopalniami, gdzie węgiel jest na połowie tej głębokości, czy jak np. w Australii - kopalniami odkrywkowymi.